# Camponotus rufifemur
Camponotus rufifemur är en myrart som beskrevs av Carlo Emery 1900. Camponotus rufifemur ingår i släktet hästmyror, och familjen myror.

## Underarter
Arten delas in i följande underarter:
- C. r. obscurus
- C. r. rufifemur